# TAM 130 T 11
TAM 130 T11 je srednje velik tovornjak Tovarne avtomobilov Maribor z maksimalno nosilnostjo 7500 kg. Namenjen je civilni in vojaški uporabi. Poganja ga 4-valjni Dizelski motor, ki proizvaja 130 KS. Začeli so jih izdelovati leta 1982.